# Зимняцкий
Зимняцкий — хутор в Серафимовичском районе Волгоградской области, административный центр Зимняцкого сельского поселения
Население — 1834 (2010)

## История
Дата основания не установлена. Хутор относился к юрту станицы Глазуновской Усть-Медведицкого округа Области Войска Донского (до 1871 года — Земля Войска Донского). В 1859 году в хуторе Островском имелось 95 дворов, проживало 205 душ мужского и 241 женского пола.
Население было преимущественно неграмотным. Согласно переписи населения 1897 года в хуторе проживало 573 мужчины и 594 женщины, из них грамотных мужчин 186, женщин 19. Согласно алфавитному списку населённых мест Области Войска Донского 1915 года в хуторе имелось хуторское правление, Покровская церковь, приходское училище, земельный надел составлял 5144 десятины, всего в хуторе проживало 683 мужчины, 696 женщин.
В 1921 году включён в состав Царицынской губернии. С 1928 года хутор в составе Кумылженского района Хопёрского округа (упразднён в 1930 году), с 1932 года — в составе Усть-Медведицкого района (с 1934 года — Серафимовичский) Нижне-Волжского края (с 1934 года — Сталинградского края). С 1935 года — административный центр Сулимовского района (в июле 1937 года переименован в Зимняцкий, в октябре того же года — во Фрунзенский) Сталинградского края (с 1936 года — Сталинградской области, с 1961 года — Волгоградской области). В 1963 году в связи с упразднением Фрунзенского района хутор Зимняцкий включён в состав Серафимовичского района.

## География
Хутор находится в степной местности, примерно в 5-6 км от левого берега Медведицы. Высота центра населённого пункта около 75 метров над уровнем моря. В пойме Медведицы сохранились островки пойменного леса. Почвы — чернозёмы южные, в пойме Медведицы — пойменные нейтральные и слабокислые, почвообразующие породы — пески.
Через хутор проходит автодорога, связывающая город Серафимович и станицу Арчединскую. По автомобильным дорогам расстояние до районного центра города Серафимович — 21 км, до областного центра города Волгоград — 240 км.
Климат
Климат умеренный континентальный (согласно классификации климатов Кёппена — Dfa). Многолетняя норма осадков — 405 мм. Наибольшее количество осадков выпадает в июне — 47 мм, наименьшее в феврале и марте — 22 мм. Среднегодовая температура положительная и составляет +7,5 °С, средняя температура самого холодного месяца января −8,3 °С, самого жаркого месяца июля +22,7 °С.
Часовой пояс
Зимняцкий, как и вся Волгоградская область, находится в часовой зоне МСК (московское время). Смещение применяемого времени относительно UTC составляет +3:00.

## Население
Динамика численности населения по годам:
| 1859 | 1873 | 1897 | 1915 | 1939 | 1959 | 1987  |
| ---- | ---- | ---- | ---- | ---- | ---- | ----- |
| 446  | 653  | 1167 | 1379 | 2144 | 2051 | ≈2000 |

| 1959 | 2010  |
| ---- | ----- |
| 2051 | ↘1834 |

### Известные уроженцы
- Дьяконов, Анатолий Александрович (1907—1972) — Герой Советского Союза, генерал-лейтенант.